# Chaophraya-Universität
Die Chaophraya-Universität (thailändisch มหาวิทยาลัย เจ้าพระยา, engl.: Chaophraya University, kurz: CPU; auch Chaopraya) ist eine private Universität in Nakhon Sawan, Thailand.
Die Chaophraya-Universität wurde 1988 durch Charoon Siriviriyakul und dessen Ehefrau Hathai Siriviriyakul gegründet. Der Campus befindet sich auf dem Gelände des Viriyalai–Chaopraya-Geländes, etwa acht Kilometer nordwestlich von Nakhon Sawan an der Thanon Phahonyothin (Fernstraße 1). 

## Ausbildungsprogramme
Die Chaophraya-Universität bietet Bachelor- und Master-Studiengänge für folgende Gebiete an:
- Betriebswirtschaft
- Naturwissenschaften
- Kommunikationswissenschaft
- Rechtswissenschaft
- Pädagogik
- Öffentliche Verwaltung

Weitere Studiengänge sind geplant: Hotelmanagement, Darstellende Kunst und Multimedia für Computerspiele.